# Rothneyia wroughtoni
Rothneyia wroughtoni är en stekelart som beskrevs av Cameron 1897. Rothneyia wroughtoni ingår i släktet Rothneyia och familjen brokparasitsteklar. Inga underarter finns listade i Catalogue of Life.